# 紐伯恩 (印第安納州)
紐伯恩（英語：Newbern）是位於美國印第安納州巴塞洛繆縣的一個非建制地區。該地的面積和人口皆未知。

## 地理
紐伯恩的座標為39°14′07″N 85°45′03″W / 39.23528°N 85.75083°W，而該地的平均海拔高度為208米（即682英尺）。